# Mai (álbum)
Mai es el tercer álbum de estudio hecho por la cantante japonesa Eri Sugai. 

## Lista de canciones
1. "Horizon" - 5:52
2. "Honen Bushi" - 4:30
3. "Konjaku Monogatari" - 6:04
4. "Aqua" - 4:53
5. "A Lullaby Of Takeda" - 4:54
6. "First Love" - 4:33
7. "Mai" - 4:48
8. "Rakuen" - 6:10
9. "A Song Of Birth" - 3:36
10. "China Rose" - 4:49

## Controversia deSumiregusa
Horizon fue tan famosa que se publicó en el compilatorio Sumiregusa. Luego, antes de que Panasonic lanzara el compilatorio, corrieron rumores de que era el nuevo álbum de Enya, y luego, la versión pirata del álbum se empezó a vender a nombre de Enya, causando la molestia de la misma Enya, Eri Sugai y los otros artistas que grabaron sus canciones en el álbum. Pronto, Sumiregusa fue lanzado.
- Datos: Q5990075